# Mogakolodi Ngele
Mogakolodi Ngele (Gaborone, Botsuana; 6 de octubre de 1990) es un futbolista de Botsuana que juega en la posición de mediapunta y que actualmente milita en el Marumo Gallants FC de la primera División de Sudáfrica.

## Carrera

### Club
| Periodo   | Club                            |
| --------- | ------------------------------- |
| 2007-2011 | Uniao Flamengo Santos           |
| 2011–2012 | Township Rollers                |
| 2012–2015 | Platinum Stars FC               |
| 2015–2019 | Mamelodi Sundowns               |
| 2016–2017 | → Bidvest Wits FC (cedido)      |
| 2018      | → Supersport United (cedido)    |
| 2019–2020 | Black Leopards FC               |
| 2020–     | Tshakhuma Tsha Madzivhandila FC |

### Selección nacional
Jugó para Botsuana en 48 ocasiones de 2009 a 2023 y anotó cinco goles; participó en la Copa Africana de Naciones 2012 donde anotó su primer gol internacional en la derrota por 1-2 ante Benín en Libreville.
| No | Fecha      | Sede                                              | Rival                    | Marcador | Resultado | Torneo                                               |
| -- | ---------- | ------------------------------------------------- | ------------------------ | -------- | --------- | ---------------------------------------------------- |
| 1. | 1-2-2012   | Stade d'Angondjé, Libreville, Gabón               | Malí                     | 1–0      | 1–2       | Copa Africana de Naciones 2012                       |
| 2. | 15-6-2013  | Lobatse Stadium, Lobatse, Botsuana                | República Centroafricana | 2–2      | 3–2       | Clasificación para la Copa Mundial de Fútbol de 2014 |
| 3. | 13-10-2015 | Francistown Sports Complex, Francistown, Botsuana | Eritrea                  | 1–1      | 4–0       | Clasificación para la Copa Mundial de Fútbol de 2018 |
| 4. | 13-10-2015 | Francistown Sports Complex, Francistown, Botsuana | Eritrea                  | 3–1      | 4–0       | Clasificación para la Copa Mundial de Fútbol de 2018 |
| 5. | 16-11-2023 | Obed Itani Chilume Stadium, Francistown, Botsuana | Mozambique               | 2–3      | 2–3       | Clasificación para la Copa Mundial de Fútbol de 2026 |

## Logros

### Club
- Premier Soccer League (1): 2016/17
- Telkom Knockout (1): 2013[2]
- MTN 8 (1): 2013[3]

### Individual
- Goleador del Mascom Top 8 Cup: 2012[4]